# Landschaftsschutzgebiet Speckenbach
Die Gebiete „Speckenbach“ sind zwei seit 1996/2005 durch den Kreis Herford und den Kreis Lippe als unterste Naturschutzbehörden ausgewiesene und zusammenhängende Landschaftsschutzgebiete (LSG-Nummern 3917-0002 (HF) und 3918-0009 (LIP)) im Süden der Stadt Herford und im Westen der lippischen Stadt Bad Salzuflen in Nordrhein-Westfalen in Deutschland.

## Lage
Die beiden Teile des insgesamt rund 23 Hektar großen Landschaftsschutzgebiets Speckenbach gehören naturräumlich zum Lipper Bergland und liegen im Gebiet des Herforder Stadtteils Elverdissen im Westen und den Salzufler Ortsteilen Biemsen-Ahmsen und Lockhausen im Osten. Sie erstrecken sich westlich und östlich des nach Norden fließenden Speckenbachs zwischen den Straßen Am Dammkrug (zu Lockhausen) und Dammheider Straße (zu Elverdissen) im Süden sowie der Biemser Straße (zu Elverdissen) und der Straße Am Lockhauserbaum (zu Biemsen-Ahmsen) im Norden auf einer Höhe zwischen rund 80 und 110 m ü. NHN.
Nur wenige Meter nördlich mündet der Speckenbach in den Flachsbach, der der Aa zufließt und damit zum Einzugsgebiet der Weser gehört.

## Beschreibung
Die zusammenhängenden Schutzgebiete werden als etwa 2000 Meter langes und 100 Meter breites von Süden nach Norden verlaufendes Bachtal mit bis zu fünf Meter hohen Randstufen beschrieben.

## Schutzzweck
Wesentlicher Schutzzweck ist die „Erhaltung einer als Grünland genutzten Bachaue mit Auenwald, drei Feldgehölzinseln sowie Ufervegetation von einzelnen Kopfweiden und Hochstaudenfluren“.